# 日和田駅
日和田駅（ひわだえき）は、福島県郡山市日和田町字小堰（こせき）にある、東日本旅客鉄道（JR東日本）東北本線の駅である。

## 歴史
- 1897年（明治30年）6月1日：開業[4]。
- 1982年（昭和57年）11月1日：貨物の取り扱いを廃止[5]。
- 1984年（昭和59年）12月1日：荷物の扱いを廃止し[4]、無人化[6]。ただし、郡山駅からの派遣により乗車券発売は継続。
- 1987年（昭和62年）4月1日：国鉄の分割民営化により、東日本旅客鉄道の駅となる[4]。
- 1993年（平成5年）：郡山駅からの駅員派遣中止[3]。完全無人化[3]。
- 2009年（平成21年）3月14日：ICカード「Suica」の利用が可能となる[7]。
- 2024年（令和6年）10月1日：えきねっとQチケのサービスを開始[1][8]。

## 駅構造
相対式ホーム2面2線を有する地上駅である。互いのホームは跨線橋で連絡している。
かつて上り線は内側に通過線（本線）、外側に1番線（副本線）の構造となっていたため、駅進入・出発時は速度制限を受けていた。これは東北新幹線開業前に多く走っていた優等列車を待避していた名残である。のちに通過線の信号機の運用が停止され、当駅が停留所となったのち、2019年（平成31年）1月1日夜より実施された改良工事により、通過線への分岐器が撤去されるとともに、ホーム進入前後の線路の曲線が緩やかになり、上り線も棒線化された。それにより、同年1月9日から上り貨物列車の高速通過が開始された。
郡山駅管理の無人駅である。構内には自動券売機と簡易Suica改札機などがある。

### のりば
| 番線 | 路線      | 方向 | 行先     |
| ---- | --------- | ---- | -------- |
| 1    | ■東北本線 | 上り | 郡山方面 |
| 2    | ■東北本線 | 下り | 福島方面 |

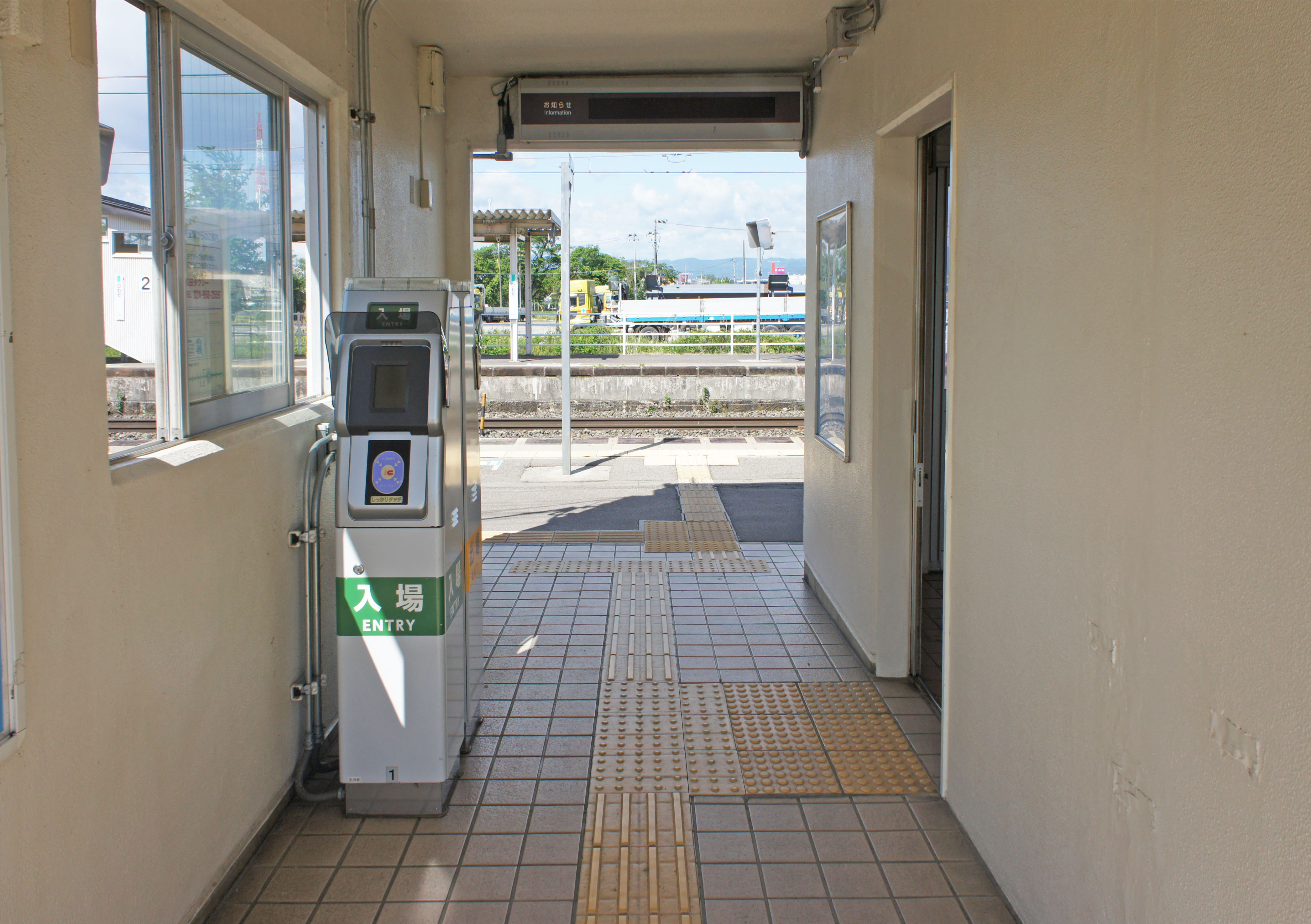
改札口（2022年5月）
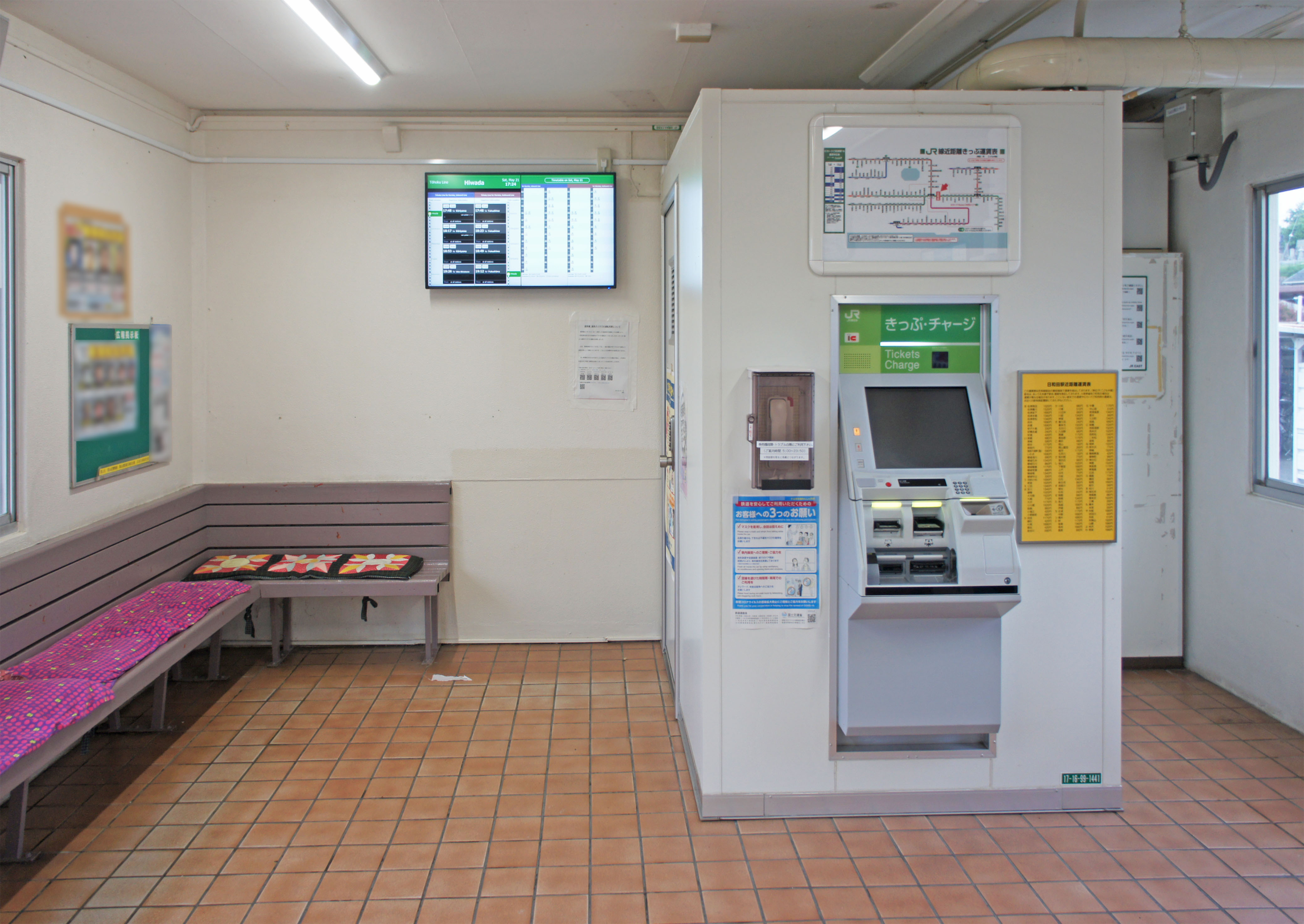
待合室（2022年5月）
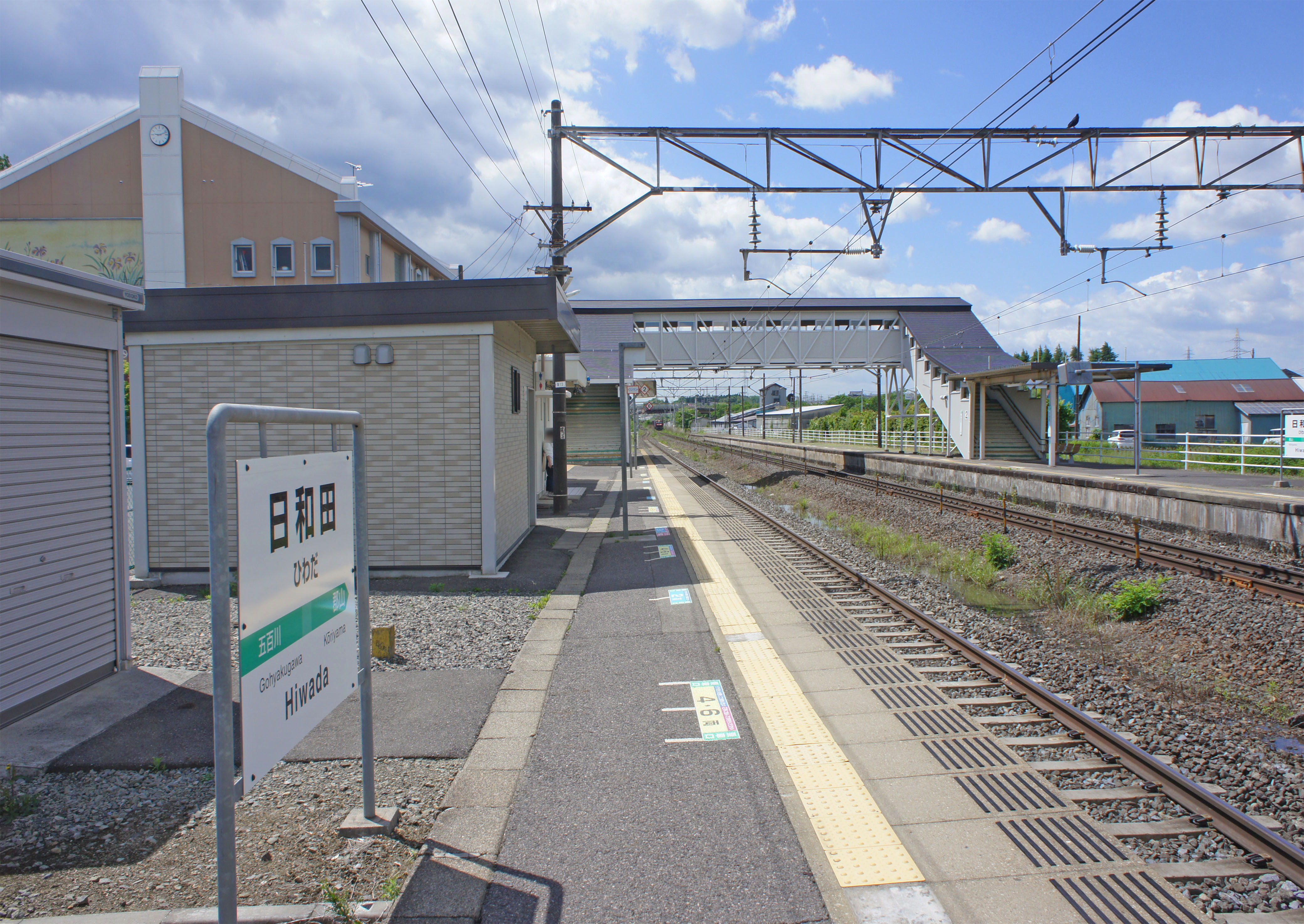
ホーム（2022年5月）

## 利用状況
「福島県統計年鑑」によると、2000年度（平成12年度）- 2004年度（平成16年度）の1日平均乗車人員の推移は以下のとおりであった。
| 乗車人員推移       | 乗車人員推移     | 乗車人員推移 |
| 年度               | 1日平均 乗車人員 | 出典         |
| ------------------ | ---------------- | ------------ |
| 2000年（平成12年） | 625              | [ 福島県 1 ] |
| 2001年（平成13年） | 622              | [ 福島県 2 ] |
| 2002年（平成14年） | 627              | [ 福島県 3 ] |
| 2003年（平成15年） | 656              | [ 福島県 4 ] |
| 2004年（平成16年） | 660              | [ 福島県 5 ] |

## 駅周辺
- 蛇骨地蔵堂
- 日和田郵便局
- ショッピングモールフェスタ
- オリエントパーク日和田
- 新日本電工郡山工場
- 国道288号（旧国道4号）
- 国道4号あさか野バイパス
- 福島県道115号三春日和田線
- 福島県道188号日和田停車場線
- 福島県道355号須賀川二本松線
- 日和田公民館
- 高倉人形日和田資料館（日和田公民館内）
- 郡山市中央図書館日和田分館（日和田公民館内）
- 郡山東郵便局
- 福島交通「日和田日の一」停留所

## 隣の駅
東日本旅客鉄道（JR東日本）
■東北本線
郡山駅 - 日和田駅 - 五百川駅